# Eloy Fariña Núñez
Eloy Fariña Núñez (n. 25 iunie 1885 – d. 3 ianuarie 1929) a fost un poet paraguayan.
În lirica sa, caracterizată prin modernism, neoclasicism și parnasianism, sunt reflectate solida cunoaștere a literaturilor clasice și muzicii universale.

## Opera
- 1911: Cântec secular ("Canto secular")
- 1913: Bucle de aur ("Bucles de Oro")
- Concepții estetice ("Conceptos estéticos")
- Miturile guarani ("Mitos guaraníes")
- Lumea marionetelor ("El mundo de los fantoches").